# Colorelief
Colorelief (crasi dei termini in inglese color e relief, "colore" e "rilievo") è stata una ditta francese attiva tra gli anni cinquanta e sessanta del XX secolo nel campo della stereoscopia, con la produzione di un sistema composto da visori stereoscopici e stereogrammi paralleli in diapositive montate su schede di carta.

## Storia
La compagnia inizia la propria attività negli anni cinquanta, producendo visori stereoscopici e relative schede di carta montanti 8 coppie di diapositive stereoscopiche parallele. George Bruguière, proprietario della Stéréofilms Bruguière, acquista la compagnia nel 1965 e ne cessa la produzione definitivamente dopo pochi anni.

## Visori
Corolorelief ha realizzato almeno tre visori stereoscopici. Il primo di questi è un visore in bachelite nera, chiuso con bulloni e dadi, destinato alla visione di diapositive stereoscopiche parallele montate su schede di carta. Le lenti, di alta qualità, permettono una visione chiara e brillante delle immagini, tuttavia i due oculari sono troppo ravvicinati per permettere una visione confortevole. Il visore è inoltre dotato di una leva rossa centrale per lo scorrimento verticale delle schede, che deve tuttavia venire azionata delicatamente, per evitare di danneggiare la bachelite. Sul dorso del visore è impressa la scritta "Colorelief Breveté S.G.D.G Made in France". La dicitura "Brevete S.G.D.G" indica un particolare tipo di brevetto concesso dal governo francese fino al 1968. La sigla S.G.D.G. sta a significare in francese sans garantie du governement, ovvero "senza garanzia del governo": si trattava di brevetti concessi rapidamente, senza previa alcun controllo, né quindi alcuna garanzia di funzionamento.
Il secondo visore prodotto dalla Colorelief assume il nome di Retro. Questo modello è realizzato in plastica, approssimativamente tra il 1956 e il 1964. L'avanzamento delle schede avviene grazie a una leva rossa a lato del visore, che aziona un paio di ruote gommate che spostano la scheda verticalmente. I diffusori sono molto grandi e permettono un'ottima illumiazione delle diapositive. Per questo visore vennero prodotte specifiche schede dalla Colorelief, ma il visore è altresì compatibile con le schede prodotte per i visori coevi della Stéréofilms Bruguière.
Il terzo visore prodotto viene assume il nome Stereo Super ed è pressoché identico allo Stereoclic Bruguière prodotto attorno agli stessi anni, con l'eccezione del marchio impresso nel corpo del visore. Questo apparecchio è dotato di messa a fuoco, che si ottiene facendo ruotare l'anello metallico posto tra i due oculari.

## Stereogrammi
Le schede di carta (in francese cartes) destinate ai primi visori degli anni cinquanta, di colore verde, misurano 9x13cm e montano 8 coppie di diapositive stereoscopiche parallele 12x12, ricavate da pellicola 16mm. Queste schede venivano vendute all'interno di buste di carta traslucida o su carta opaca con illustrazioni.
Le schede prodotte per la seconda generazione di visori, Retro e Stereo Super, misurano 9x17cm e sono pressoché identiche a quelle prodotte dalla Bruguière per i propri visori, con l'unica differenza del marchio. Sul retro della busta appare la pubblicità dello Stéréoclic Super della Bruguière e il nome della compagnia è "L'expansion photographique - Paris".
I temi proposti nelle cartes Colorelief prevedevano prevalentemente soggetti turistici e non si limitavano alla sola Francia. Oltre ai soggetti paesaggistici, esistono anche schede raffiguranti nudi fotografici.
Della prima generazione di schede, sono stati prodotti almeno un migliaio di soggetti diversi, dato che il numero progressivo arriva almeno al 1020, mentre per la seconda generazione si arriva a un numero progressivo 4.627 (735).